# USS LST-747
O USS LST-747 foi um navio de guerra norte-americano da classe LST que operou durante a Segunda Guerra Mundial.